# Pimpine
La Pimpine est un ruisseau français, affluent de la rive droite de la Garonne, qui coule dans la région naturelle de l'Entre-deux-Mers, dans le département de la Gironde en région Nouvelle-Aquitaine.

## Géographie
La Pimpine fait partie des quatre ruisseaux principaux qui drainent la partie occidentale de l'Entre-Deux-Mers. Les trois autres sont le Gestas ; la Laurence et le Gua. Elle prend sa source en Gironde, sur la commune de Créon, à la sortie ouest du bourg. Son cours, d'une longueur de 16,9 km, se dirige vers l'ouest, remonte vers Sadirac puis Lignan-de-Bordeaux où elle reçoit successivement les eaux des ruisseaux de Carles et de Canterane. Elle poursuit vers le nord-ouest en direction de Carignan-de-Bordeaux où elle est rejointe par la Bouteronde redescend vers Cénac où elle reçoit le ruisseau de Rauzé puis Latresne qu'elle longe au nord. Elle conflue enfin avec la Garonne en amont de l'île d'Arcins. 
Elle est souvent étudiée par les étudiants en GEMEAU de l'ISNAB.

### Les affluents
| - Les affluents de la Pimpine. |

Le Service d'administration nationale des données et référentiels sur l'eau (SANDRE) et le Système d'Information sur l'Eau du Bassin Adour Garonne (SIEAG) ont répertorié 15 affluents et sous-affluents de la Pimpine. 
Dans le tableau ci-dessous se trouve : le nom de l'affluent ou sous-affluent (quand il est connu), la longueur du cours d'eau, son code SANDRE, des liens vers les fiches SANDRE, SIEAG et vers une carte dynamique de OpenStreetMap qui trace le cours d'eau.